# Beth Behrs
Pour les articles homonymes, voir Behrs.
Beth Behrs est une actrice et mannequin américaine, née le 26 décembre 1985 à Lancaster, en Pennsylvanie (États-Unis).

## Biographie
Beth est la fille aînée de David Behrs, président d'une université, et de Maureen Behrs, une enseignante de première année,. Elle a une sœur de six ans plus jeune qu’elle. En 1989, elle déménage à Lynchburg en Virginie, c’est là qu’elle sera élevée. Elle a commencé à jouer dans des pièces de théâtre à l'âge de 4 ans, et a joué au soccer en grandissant. À 15 ans, elle déménage à Marin County en Californie.
Behrs commence ses études au lycée en 2001, à Tamalpais High School, et est acceptée dans le programme d’art dramatique de son lycée. Elle étudie au conservatoire d'art dramatique de San Francisco, et joue dans la comédie musicale Dangling Conversations: The Music of Simon and Garfunkel, la pièce Korczak’s Children ainsi que dans Bright Room, de Tony Kushner. Elle est formée en tant que chanteuse classique.

### Carrière
En 2004, Behrs déménage de nouveau à Los Angeles pour étudier le métier d’actrice à la UCLA School of Theater, Film and Television. En 2006, elle joue Sandy Dumbrowski dans une production de Grease au théâtre Ray of Light de San Francisco, et est nommée Miss Marin County 2006,. Elle commence à auditionner pour des rôles lors de sa dernière année d'étude, est diplômée en 2008, et réussi son examen en théorie critique. Elle a par la suite obtenu des bourses de la Fondation des Jeunes Musiciens,.
En 2014, elle présente avec sa partenaire de 2 Broke Girls, Kat Dennings, les People's Choice Awards.

### Vie privée
Le 21 juillet 2018, elle épouse Michael Gladis, un acteur américain de 8 ans son aîné.
Le 13 juin 2022, elle donne naissance à leur premier enfant, Emma George Gladis.

## Filmographie
- 2009 : American Pie présente : Les Sex Commandements (Direct-to-video) : Heidi Hallbrooks
- 2010 : NCIS : Los Angeles (Le saut de l'ange) : Femme Caroler
- 2011 : Serial Buddies : Brittany
- 2011 : Castle (Une part mortelle) : Ginger
- 2011 : Pretty Tough : Regen
- 2011-2017 : 2 Broke Girls (série télévisée) : Caroline Channing (personnage principal- 138 épisodes)
- 2015 : Hello, My Name Is Doris de Michael Showalter : Brooklyn
- 2015 : Chasing Eagle Rock de Erick Avari : Deborah
- 2018 : The Big Bang Theory (série télévisée) : Nell (épisode 14 de la saison 11)
- 2018 : Culture Clash (téléfilm) : Jenny
- Depuis 2018 : The Neighborhood : Gemma (100 épisodes)

## Distinctions
Sauf indication contraire, les informations mentionnées dans cette section peuvent être confirmées par la base de données cinématographiques IMDb,  présente dans la section « Liens externes ».
- 2014 : Nommée - Meilleur duo ou groupe d'amis féminin préféré avec Kat Dennings au People's Choice Awards pour 2 Broke Girls
- 2012 : Nommée - Révélation féminine de l'année au Teen Choice Awards pour 2 Broke Girls